# 1833

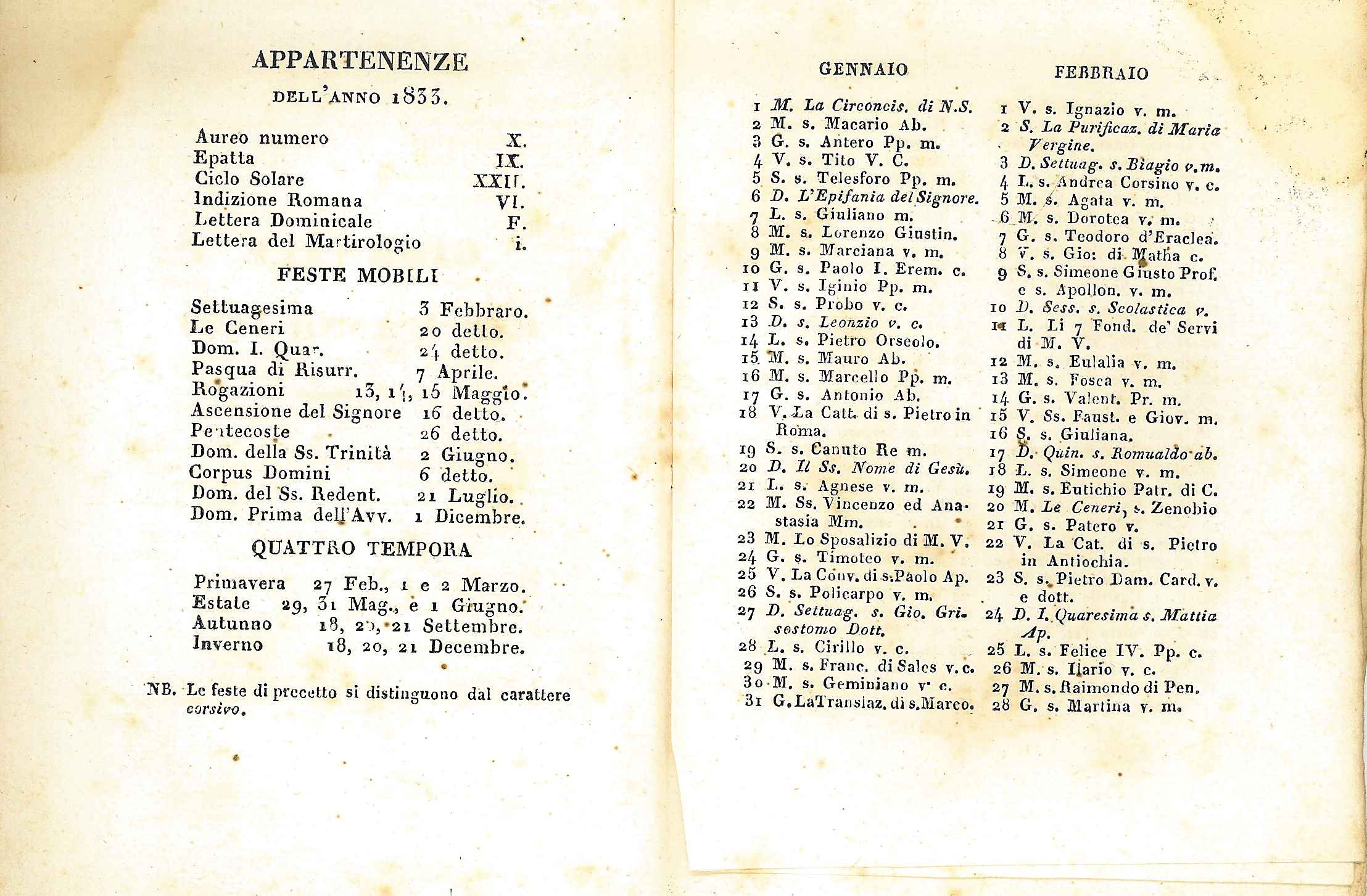
La prima pagina di un almanacco del 1833

Il 1833 (MDCCCXXXIII in numeri romani) è un anno  del XIX secolo.

## Eventi
- 3 gennaio – Il Regno Unito prende il controllo delle Isole Falkland.
- 16 marzo – Prima dell'opera Beatrice di Tenda di Vincenzo Bellini a Venezia.
- Maggio/giugno – Primi moti mazziniani in Savoia e Piemonte.
- 26 agosto – Nell'isola di Jersey viene fondata la Royal Jersey Agricultural & Horticultural Society.
- 14 dicembre – Ad Ansbach assassinio di Kaspar Hauser.
- Con l'approvazione del Great Reform Act, il parlamento inglese abolisce la schiavitù ed approva la prima legge a protezione dei minori lavoranti, riducendone l'orario di lavoro a 8 ore per i minori di 12 anni e a 12 ore per i minori di 18.
- Massimo d'Azeglio pubblica il romanzo "Ettore Fieramosca".

## Nati
Ci sono circa 380 voci su persone nate nel 1833; vedi la pagina Nati nel 1833 per un elenco descrittivo o la categoria Nati nel 1833 per un indice alfabetico.

## Morti

### Gennaio
- 1º gennaio - Pavel Ivanovič Brjullo, scultore e pittore russo (n. 1760)
- 1º gennaio - Giuseppe Rospigliosi, V principe Rospigliosi, politico italiano (n. 1755)
- 2 gennaio - Vladimir Petrovič Mezencev, ufficiale russo (n. 1781)
- 2 gennaio - Serafino di Sarov, monaco cristiano e mistico russo (n. 1759)
- 7 gennaio - George Yonge, V baronetto, politico e nobile britannico (n. 1731)
- 8 gennaio - Édouard Jean-Baptiste Milhaud, generale e politico francese (n. 1766)
- 10 gennaio - Adrien-Marie Legendre, matematico francese (n. 1752)
- 12 gennaio - Marie-Antoine Carême, cuoco e scrittore francese (n. 1784)
- 12 gennaio - Nicola Ratti, archeologo e storico italiano (n. 1759)
- 13 gennaio - Rosa Dorothea Ritter, nobile tedesca (n. 1759)
- 14 gennaio - Gottlob Ernst Schulze, filosofo tedesco (n. 1761)
- 14 gennaio - Giuseppe Bartolomeo Stoffella della Croce, archeologo e storico austriaco (n. 1799)
- 15 gennaio - Banastre Tarleton, generale e politico britannico (n. 1754)
- 16 gennaio - Nannette Streicher, compositrice e scrittrice tedesca (n. 1769)
- 17 gennaio - William Rush, scultore statunitense (n. 1756)
- 18 gennaio - Nicola Maria Nicolai, letterato, archeologo e economista italiano (n. 1756)
- 19 gennaio - Ferdinand Hérold, compositore, pianista e violinista francese (n. 1791)
- 20 gennaio - Gertrud Elisabeth Mara, soprano tedesco (n. 1749)
- 24 gennaio - Teofilo III di Alessandria, arcivescovo ortodosso greco (n. 1764)
- 29 gennaio - Carlo Brioschi, astronomo e geodeta italiano (n. 1781)
- 29 gennaio - Janez Krstnik Novak, compositore sloveno (n. 1756)
- 29 gennaio - Giovanni Maironi da Ponte, scienziato e scrittore italiano (n. 1748)
- 30 gennaio - Augustin Dupré, incisore e medaglista francese (n. 1748)

### Febbraio
- 1º febbraio - Ciro Pollini, medico e naturalista italiano (n. 1782)
- 2 febbraio - Giulio de' Rossi, vescovo cattolico italiano (n. 1754)
- 3 febbraio - Tommaso Arezzo, cardinale e arcivescovo cattolico italiano (n. 1756)
- 3 febbraio - Henri-François Delaborde, generale francese (n. 1764)
- 4 febbraio - Marzio Mastrilli, politico e diplomatico italiano (n. 1753)
- 4 febbraio - John O'Keeffe, commediografo, cantante e librettista irlandese (n. 1747)
- 6 febbraio - Fausto Delhuyar, chimico e mineralogista spagnolo (n. 1755)
- 6 febbraio - Pierre André Latreille, entomologo e aracnologo francese (n. 1762)
- 8 febbraio - Louis-François-Auguste de Rohan-Chabot, cardinale e arcivescovo cattolico francese (n. 1788)
- 13 febbraio - Stanislao Poniatowski, nobile, politico e militare polacco (n. 1754)
- 15 febbraio - Pëtr Vasil'evič Mjatlev, nobile russo (n. 1756)
- 18 febbraio - Giuseppe Cominotti, architetto, pittore e funzionario italiano (n. 1792)
- 19 febbraio - Giuseppe Montani, saggista, critico letterario e editore italiano (n. 1786)
- 23 febbraio - John Townshend, politico inglese (n. 1757)
- 28 febbraio - Nicolás Herrera, politico e giurista uruguaiano (n. 1775)

### Marzo
- 6 marzo - John William Ward, politico britannico (n. 1781)
- 7 marzo - Rahel Varnhagen, scrittrice tedesca (n. 1771)
- 8 marzo - Georg Michael Wittmann, vescovo cattolico tedesco (n. 1760)
- 10 marzo - Giuseppe Bavastro, corsaro italiano (n. 1760)
- 11 marzo - Franz Passow, filologo classico, grecista e lessicografo tedesco (n. 1786)
- 11 marzo - William Tollemache, Lord Huntingtower, politico scozzese (n. 1766)
- 13 marzo - Ignazio V Cattan, patriarca cattolico libanese
- 14 marzo - Sergej Sergeevič Golicyn, ufficiale russo (n. 1783)
- 15 marzo - Giovanni Amat Malliano, generale italiano (n. 1753)
- 15 marzo - Kurt Sprengel, botanico tedesco (n. 1766)
- 28 marzo - Alois Jozef Krakovský z Kolovrat, nobile e arcivescovo cattolico ceco (n. 1759)
- 30 marzo - Jean Baptiste Vermay, pittore, architetto e scenografo francese (n. 1786)

### Aprile
- 3 aprile - Joseph Anton Xaver von Waldburg-Wolfegg-Waldsee, principe e politico tedesco (n. 1766)
- 5 aprile - Giovanni Domenico Anguillesi, letterato italiano (n. 1766)
- 6 aprile - Adamantios Korais, filologo greco (n. 1748)
- 7 aprile - Antoni Radziwiłł, nobile, musicista e politico polacco (n. 1775)
- 7 aprile - Jacques Réattu, pittore francese (n. 1760)
- 8 aprile - Raffaello Morghen, incisore italiano (n. 1758)
- 14 aprile - Maurice Gillet, militare francese (n. 1763)
- 16 aprile - Henry Herbert, II conte di Carnarvon, nobile, politico e militare britannico (n. 1772)
- 19 aprile - James Gambier, I barone Gambier, ammiraglio britannico (n. 1756)
- 20 aprile - Francesco Antonio Visocchi, vescovo cattolico italiano (n. 1766)
- 21 aprile - Giuseppe Marco Calvino, poeta e commediografo italiano (n. 1785)
- 22 aprile - Richard Trevithick, inventore e ingegnere britannico (n. 1771)
- 27 aprile - Emmerich Joseph von Dalberg, politico, diplomatico e nobile tedesco (n. 1773)

### Maggio
- 3 maggio - Franz Kaisermann, pittore svizzero (n. 1765)
- 10 maggio - François Andrieux, avvocato, poeta e drammaturgo francese (n. 1759)
- 10 maggio - Julien-François Douillard, architetto e politico francese (n. 1757)
- 11 maggio - Henri-Sébastien Blaze, compositore, notaio e scrittore francese (n. 1763)
- 12 maggio - Philippe-Auguste Hennequin, pittore francese (n. 1762)
- 13 maggio - Johann von Soldner, matematico, fisico e astronomo tedesco (n. 1776)
- 15 maggio - Edmund Kean, attore teatrale britannico (n. 1787)
- 20 maggio - Éloi Labarre, architetto francese (n. 1764)
- 21 maggio - Antonio Fortunato Stella, tipografo e editore italiano (n. 1757)
- 24 maggio - John Randolph, politico e diplomatico statunitense (n. 1773)
- 29 maggio - Paul Johann Anselm Ritter von Feuerbach, giurista tedesco (n. 1775)
- 30 maggio - Josef Slavík, violinista e compositore boemo (n. 1806)

### Giugno
- 1º giugno - Rudolf Cederström, ammiraglio svedese (n. 1764)
- 1º giugno - Oliver Wolcott Jr., politico statunitense (n. 1760)
- 2 giugno - Anne Jean Marie René Savary, generale e poliziotto francese (n. 1774)
- 11 giugno - August Friedrich Wilhelm Crome, economista e statistico tedesco (n. 1753)
- 12 giugno - Efisio Tola, patriota italiano (n. 1803)
- 15 giugno - Domenico Ferrari, patriota italiano (n. 1808)
- 18 giugno - Camille de Tournon-Simiane, prefetto francese (n. 1778)
- 19 giugno - Jacopo Ruffini, patriota italiano (n. 1805)
- 20 giugno - Nicholas Fish, ufficiale statunitense (n. 1758)
- 22 giugno - Andrea Vochieri, patriota italiano (n. 1796)

### Luglio
- 2 luglio - Gervasio Antonio de Posadas, politico argentino (n. 1757)
- 4 luglio - Alessandro Federico di Württemberg, nobile e militare tedesco (n. 1771)
- 5 luglio - Franz Paul Grua, compositore e violinista tedesco (n. 1753)
- 5 luglio - Joseph Nicéphore Niépce, fotografo francese (n. 1765)
- 6 luglio - Jean-Pierre Aumer, ballerino e coreografo francese (n. 1774)
- 6 luglio - Pierre-Narcisse Guérin, pittore francese (n. 1774)
- 10 luglio - George Agar-Ellis, I barone Dover, politico e scrittore irlandese (n. 1797)
- 18 luglio - Joseph Kam, missionario olandese (n. 1769)
- 19 luglio - George Leveson-Gower, I duca di Sutherland, politico e diplomatico inglese (n. 1758)
- 19 luglio - Edward Pellew, I visconte di Exmouth, ammiraglio britannico (n. 1757)
- 22 luglio - Giuseppe Forlenza, chirurgo e oculista italiano (n. 1757)
- 24 luglio - Lorenzo Girolamo Mattei, cardinale, patriarca cattolico e nobile italiano (n. 1748)
- 26 luglio - Bartolomea Capitanio, religiosa italiana (n. 1807)
- 26 luglio - Ferdinando Provesi, compositore e organista italiano (n. 1770)
- 29 luglio - William Wilberforce, politico inglese (n. 1759)
- 30 luglio - Charles Nombret Saint-Laurent, drammaturgo e librettista francese (n. 1791)

### Agosto
- 1º agosto - Gaetano Caponeri, pittore e decoratore italiano
- 3 agosto - Claire Démar, attivista francese (n. 1799)
- 13 agosto - Luigi Cagnola, architetto italiano (n. 1762)
- 19 agosto - Anselmo Ronchetti, artigiano italiano (n. 1773)
- 24 agosto - Adrian Hardy Haworth, entomologo e botanico inglese (n. 1767)
- 25 agosto - Jean-Louis Laya, drammaturgo e critico letterario francese (n. 1761)

### Settembre
- 2 settembre - Ludwig von Starhemberg, nobile e diplomatico austriaco (n. 1762)
- 4 settembre - Leo Raymond De Neckère, missionario e vescovo cattolico belga (n. 1800)
- 7 settembre - Hannah More, scrittrice e filantropa inglese (n. 1745)
- 8 settembre - Joseph Karl Ambrosch, tenore e compositore ceco (n. 1759)
- 10 settembre - Juan José Paso, avvocato e politico argentino (n. 1758)
- 11 settembre - Félix Auvray, pittore e scrittore francese (n. 1800)
- 14 settembre - Eleanore Sullivan, italiana (n. 1750)
- 15 settembre - Giovanni Caccia Piatti, cardinale italiano (n. 1751)
- 15 settembre - Arthur Hallam, poeta inglese (n. 1811)
- 22 settembre - Giovanni Battista Cagnol de la Chambre, generale italiano (n. 1756)
- 24 settembre - Innocenzo Odescalchi, IV principe Odescalchi, nobile italiano (n. 1778)
- 26 settembre - Auguste Marie Raymond d'Arenberg, generale belga (n. 1753)
- 27 settembre - Ram Mohan Roy, filosofo e religioso indiano (n. 1772)
- 29 settembre - Ferdinando VII di Spagna, re (n. 1784)
- 30 settembre - Giuseppe Valentini, architetto italiano (n. 1752)

### Ottobre
- 1º ottobre - Luísa Todi, mezzosoprano portoghese (n. 1753)
- 3 ottobre - François de Chasseloup-Laubat, ingegnere e militare francese (n. 1754)
- 4 ottobre - Richard Heber, filologo inglese (n. 1773)
- 8 ottobre - Jacob Rosted, educatore e editore norvegese (n. 1750)
- 22 ottobre - Sigismund Friedrich Hermbstädt, chimico tedesco (n. 1760)
- 23 ottobre - John Whitelocke, militare britannico (n. 1757)
- 25 ottobre - Abbas Mirza, principe persiano (n. 1789)
- 27 ottobre - Ferdinand Fränzl, compositore, violinista e direttore d'orchestra tedesco (n. 1770)
- 29 ottobre - Emanuele Bellorado, arcivescovo cattolico italiano (n. 1765)
- 30 ottobre - Cesare Albertini, patriota italiano (n. 1770)
- 31 ottobre - Pasquale Belli, architetto italiano (n. 1752)
- 31 ottobre - Johann Friedrich Meckel, anatomista tedesco (n. 1781)

### Novembre
- 2 novembre - Giovanni Francesco Re, naturalista, botanico e micologo italiano (n. 1773)
- 3 novembre - Jean-Baptiste Jourdan, generale francese (n. 1762)
- 4 novembre - Luigi Gonzaga del Liechtenstein, generale austriaco (n. 1780)
- 8 novembre - Maximilian Stadler, abate, compositore e musicologo austriaco (n. 1748)
- 17 novembre - Bernard Molitor, ebanista francese (n. 1755)
- 25 novembre - Alexis Boyer, medico, chirurgo e anatomista francese (n. 1757)
- 25 novembre - Nicola II Esterházy, principe (n. 1765)

### Dicembre
- 2 dicembre - Lucio Caracciolo, generale e nobile italiano (n. 1771)
- 2 dicembre - Charles-Julien Lioult de Chênedollé, poeta francese (n. 1769)
- 5 dicembre - Ana María de Soto, militare spagnola (n. 1775)
- 7 dicembre - Filippo Rega, incisore e medaglista italiano (n. 1761)
- 9 dicembre - Dominique-Joseph Garat, scrittore e politico francese (n. 1749)
- 12 dicembre - Louis-Guillaume-Valentin Dubourg, arcivescovo cattolico francese (n. 1766)
- 14 dicembre - Giuseppe Maria Bozzi, vescovo cattolico italiano (n. 1772)
- 17 dicembre - Kaspar Hauser, tedesco (n. 1812)
- 19 dicembre - Miguel de Azcuénaga, politico e militare argentino (n. 1754)
- 19 dicembre - Nicolas Gersin, drammaturgo e librettista francese (n. 1769)
- 19 dicembre - Giuseppe II di Schwarzenberg, nobile e imprenditore boemo (n. 1769)
- 23 dicembre - Leontij Andrianovič Gagemejster, navigatore e esploratore russo (n. 1780)
- 25 dicembre - Enrichetta Blondel, italiana (n. 1791)
- 29 dicembre - Giuseppe Compagnoni, costituzionalista, letterato e giornalista italiano (n. 1754)

### Senza giorno specificato
- Loreto Apruzzese, teologo e giurista italiano (n. 1765)
- Maria Rosa Coccia, clavicembalista e compositrice italiana (n. 1759)
- Vincenzo d'Escamard, generale italiano (n. 1772)
- Joseph-Boniface Franque, pittore e docente francese (n. 1774)
- Jean François Aimée Gottlieb Philippe Gaudin, botanico svizzero (n. 1766)
- Hugh Glass, esploratore statunitense (n. 1783)
- Nikolaj Ivanovič Gnedič, poeta russo (n. 1784)
- Jean Baptiste Gridaine, presbitero francese (n. 1764)
- Ivan Ivanovič Martinov, botanico e filologo russo (n. 1771)
- William Morgan, matematico britannico (n. 1750)
- Carlo Antonio Pezzi, presbitero e scrittore italiano (n. 1754)
- Gottlieb Jakob Planck, storico tedesco (n. 1751)
- Benjamin Smith, incisore e editore inglese (n. 1754)
- Antoine-Jean-Baptiste Thomas, pittore francese (n. 1791)
- William Thompson, filosofo inglese (n. 1775)
- Vittorio Trento, compositore italiano
- Tahnun bin Shakhbut Al Nahyan, sovrano emiratino
- Pablo de La Llave, politico e naturalista messicano (n. 1773)

## Calendario
| Calendario 1833 | Calendario 1833 | Calendario 1833 | Calendario 1833 | Calendario 1833 | Calendario 1833 | Calendario 1833 | Calendario 1833 | Calendario 1833 | Calendario 1833 | Calendario 1833 | Calendario 1833 | Calendario 1833 | Calendario 1833 | Calendario 1833 | Calendario 1833 | Calendario 1833 | Calendario 1833 | Calendario 1833 | Calendario 1833 | Calendario 1833 | Calendario 1833 | Calendario 1833 | Calendario 1833 | Calendario 1833 | Calendario 1833 | Calendario 1833 | Calendario 1833 | Calendario 1833 | Calendario 1833 | Calendario 1833 | Calendario 1833 | Calendario 1833 |
| --------------- | --------------- | --------------- | --------------- | --------------- | --------------- | --------------- | --------------- | --------------- | --------------- | --------------- | --------------- | --------------- | --------------- | --------------- | --------------- | --------------- | --------------- | --------------- | --------------- | --------------- | --------------- | --------------- | --------------- | --------------- | --------------- | --------------- | --------------- | --------------- | --------------- | --------------- | --------------- | --------------- |
|                 | 1               | 2               | 3               | 4               | 5               | 6               | 7               | 8               | 9               | 10              | 11              | 12              | 13              | 14              | 15              | 16              | 17              | 18              | 19              | 20              | 21              | 22              | 23              | 24              | 25              | 26              | 27              | 28              | 29              | 30              | 31              |                 |
| Gennaio         | Ma              | Me              | Gi              | Ve              | Sa              | Do              | Lu              | Ma              | Me              | Gi              | Ve              | Sa              | Do              | Lu              | Ma              | Me              | Gi              | Ve              | Sa              | Do              | Lu              | Ma              | Me              | Gi              | Ve              | Sa              | Do              | Lu              | Ma              | Me              | Gi              |                 |
| Febbraio        | Ve              | Sa              | Do              | Lu              | Ma              | Me              | Gi              | Ve              | Sa              | Do              | Lu              | Ma              | Me              | Gi              | Ve              | Sa              | Do              | Lu              | Ma              | Me              | Gi              | Ve              | Sa              | Do              | Lu              | Ma              | Me              | Gi              |                 |                 |                 |                 |
| Marzo           | Ve              | Sa              | Do              | Lu              | Ma              | Me              | Gi              | Ve              | Sa              | Do              | Lu              | Ma              | Me              | Gi              | Ve              | Sa              | Do              | Lu              | Ma              | Me              | Gi              | Ve              | Sa              | Do              | Lu              | Ma              | Me              | Gi              | Ve              | Sa              | Do              |                 |
| Aprile          | Lu              | Ma              | Me              | Gi              | Ve              | Sa              | Do              | Lu              | Ma              | Me              | Gi              | Ve              | Sa              | Do              | Lu              | Ma              | Me              | Gi              | Ve              | Sa              | Do              | Lu              | Ma              | Me              | Gi              | Ve              | Sa              | Do              | Lu              | Ma              |                 |                 |
| Maggio          | Me              | Gi              | Ve              | Sa              | Do              | Lu              | Ma              | Me              | Gi              | Ve              | Sa              | Do              | Lu              | Ma              | Me              | Gi              | Ve              | Sa              | Do              | Lu              | Ma              | Me              | Gi              | Ve              | Sa              | Do              | Lu              | Ma              | Me              | Gi              | Ve              |                 |
| Giugno          | Sa              | Do              | Lu              | Ma              | Me              | Gi              | Ve              | Sa              | Do              | Lu              | Ma              | Me              | Gi              | Ve              | Sa              | Do              | Lu              | Ma              | Me              | Gi              | Ve              | Sa              | Do              | Lu              | Ma              | Me              | Gi              | Ve              | Sa              | Do              |                 |                 |
| Luglio          | Lu              | Ma              | Me              | Gi              | Ve              | Sa              | Do              | Lu              | Ma              | Me              | Gi              | Ve              | Sa              | Do              | Lu              | Ma              | Me              | Gi              | Ve              | Sa              | Do              | Lu              | Ma              | Me              | Gi              | Ve              | Sa              | Do              | Lu              | Ma              | Me              |                 |
| Agosto          | Gi              | Ve              | Sa              | Do              | Lu              | Ma              | Me              | Gi              | Ve              | Sa              | Do              | Lu              | Ma              | Me              | Gi              | Ve              | Sa              | Do              | Lu              | Ma              | Me              | Gi              | Ve              | Sa              | Do              | Lu              | Ma              | Me              | Gi              | Ve              | Sa              |                 |
| Settembre       | Do              | Lu              | Ma              | Me              | Gi              | Ve              | Sa              | Do              | Lu              | Ma              | Me              | Gi              | Ve              | Sa              | Do              | Lu              | Ma              | Me              | Gi              | Ve              | Sa              | Do              | Lu              | Ma              | Me              | Gi              | Ve              | Sa              | Do              | Lu              |                 |                 |
| Ottobre         | Ma              | Me              | Gi              | Ve              | Sa              | Do              | Lu              | Ma              | Me              | Gi              | Ve              | Sa              | Do              | Lu              | Ma              | Me              | Gi              | Ve              | Sa              | Do              | Lu              | Ma              | Me              | Gi              | Ve              | Sa              | Do              | Lu              | Ma              | Me              | Gi              |                 |
| Novembre        | Ve              | Sa              | Do              | Lu              | Ma              | Me              | Gi              | Ve              | Sa              | Do              | Lu              | Ma              | Me              | Gi              | Ve              | Sa              | Do              | Lu              | Ma              | Me              | Gi              | Ve              | Sa              | Do              | Lu              | Ma              | Me              | Gi              | Ve              | Sa              |                 |                 |
| Dicembre        | Do              | Lu              | Ma              | Me              | Gi              | Ve              | Sa              | Do              | Lu              | Ma              | Me              | Gi              | Ve              | Sa              | Do              | Lu              | Ma              | Me              | Gi              | Ve              | Sa              | Do              | Lu              | Ma              | Me              | Gi              | Ve              | Sa              | Do              | Lu              | Ma              |                 |